# Municipio de Micro
El municipio de Micro (en inglés: Micro Township) es un municipio ubicado en el  condado de Johnston en el estado estadounidense de Carolina del Norte. En el año 2010 tenía una población de 2.812 habitantes.

## Geografía
El municipio de Micro se encuentra ubicado en las coordenadas 35°32′59.57″N 78°11′48.98″O / 35.5498806, -78.1969389.